# Underground
|  | Per a altres significats, vegeu «Underground (desambiguació)». |

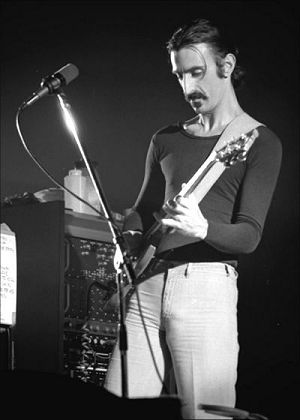
Frank Zappa, un dels músics independents més importants del.

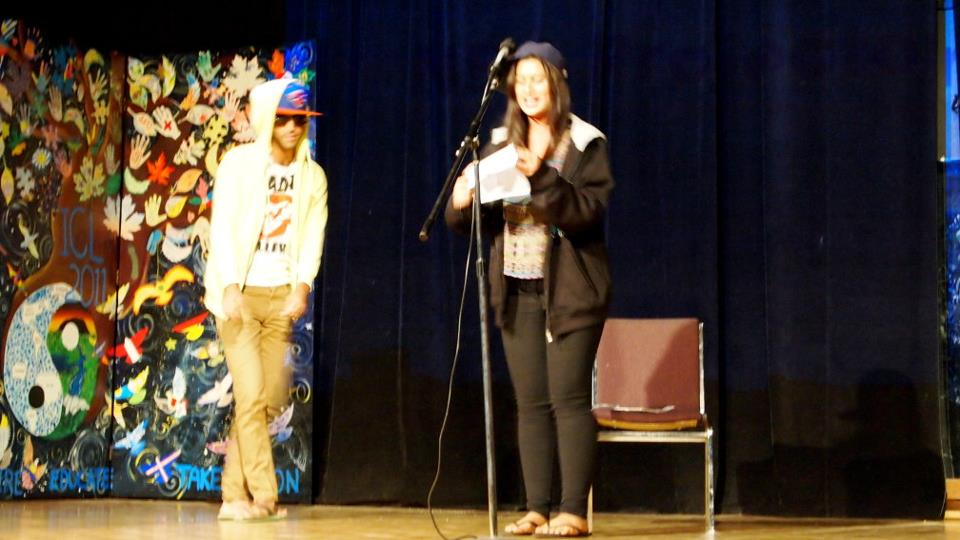
Rap underground en 2011

Underground és un terme anglès que s'aplica a les manifestacions artístiques o als estils de vida que hom considera alternatius, paral·lels, contraris o aliens a la cultura oficial. Sovint alguns artistes i estils amb èxit massiu han començat sent fenòmens underground: és el cas de la psicodèlia dels anys 1960, el hip-hop de finals dels anys 1970, el còmic underground que es contraposava amb la línia clara, el punk i el hardcore punk dels anys 1970-80 o el rap posterior. El camí també es pot recórrer en el sentit contrari: fenòmens ahir massius poden quedar demà reduïts a grups de culte.
La cultura underground està relacionada amb la contracultura o alguna subcultura i de vegades amb tribus urbanes o avantguardes.

## Etimologia
La paraula significa literalment «subterrani» o «submón», i té un valor metafòric evident: la cultura que transmeten els mitjans d'informació de masses (cultura de masses) és concebuda com una superfície o vel, sota la qual s'hi troba allò veritable que roman ignorat en la foscor.